# Wählergruppe Bürger für Weißenfels/Landgemeinden
Die Wählergruppe Bürger für Weißenfels/Landgemeinden (BfW/Landgemeinden) ist eine Wählergruppe in Weißenfels.

## Gründung und Entwicklung
Die Wählergruppe ging aus einem Zusammenschluss der Fraktion Bürger für Weißenfels und der Fraktion Landgemeinden im Stadtrat der Stadt Weißenfels hervor. Bei der Fraktion Landgemeinden handelte es sich um die Mehrzahl der Bürgermeister ehemaliger Gemeinden, die zuvor in die Stadt Weißenfels zwangseingemeindet wurden. Diese ehemaligen Gemeindebürgermeister wurden mit der Eingliederung ihrer Gemeinden in den Stadtrat kooptiert.
Bei der Wahl zum Stadtrat der Stadt Weißenfels am 25. Mai 2014 erreichte die Wählergruppe nach dem vorläufigen Endergebnis 18,05 Prozent der abgegebenen gültigen Stimmen und damit sieben von 40 Sitzen. Zuvor verfügte die Fraktion Bürger für Weißenfels/Landgemeinden über 15 Stadtratsmandate. Bei der Wahl zum Kreistag des Burgenlandkreises am 25. Mai 2014 erreichte die Wählergruppe BfW/Landgemeinden 3,1 Prozent der abgegebenen gültigen Stimmen und zwei Sitze.
Im Stadtrat der Stadt Weißenfels arbeitet die Wählergruppe mit der Partei Alternative für Deutschland in einer gemeinsamen Fraktion zusammen. Im Kreistag des Burgenlandkreises hat sie eine Fraktion mit der Wählervereinigung Freie Wähler gebildet.